# Синагога Ор Самеах
Синагога «Ор Самеах» (івр. אור שמח «світло щастя») — головна синагога міста Одеси. Розташована за адресою вул. Єврейська 25, на перетині із вул. Рішельєвською.

## Історія
Єврейська громада міста Одеси була чисельною вже з перших років існування міста. Офіційно громада була організована вже у 1798 і зведена перша синагога.
У 1850 розпочато будівництво сучасної синагоги Ор-Самеах, за проєктом архітектора Франц Моранді.
У 1855, після завершення будівництва, синагога дістала статус головної синагоги міста Одеси.
Трагічний період у житті одеських євреїв розпочався із приходом радянської влади. У 1919 виданий Декрет про релігії, згідно із яким все майно та документація громади передали державній владі, а у 1923, «по просьбе трудящихся», синагога зачинена. На початку в будівлі був розташований зоологічний музей, потім — дитячий музичний театр.
По закінченню Другої Світової війни будівля була передана Одеському педагогічному інституту; у будівлі синагоги був розташований факультет фізичної культури. Внутрішні приміщення синагоги підлегли значним змінам: молебний зал був перетворений на баскетбольний і розділений на два поверхи, бокові прорізи — закриті, а балкони для жінок і хора — перетворені на аудиторії.
У 1996 будівля передана Одеській юдейській релігійній громаді, а в вересні 1996, на свято Рош Гашана, євреї Одеси вперше за довгі роки молилися в головній синагозі міста.
З 1996 по 2008 будівля підлегла реконструкції, відновлена біма, зведена міква.
У 1998 при синагозі відкрита єшива.
9 березня 2008 єврей з Великої Британії, Арі Шиммел, на день свого 80-річча і бар-міцви одного із своїх онуків — Натаніеля, передав в дар синагозі новий свиток Тори.
У червні 2008 завершена реставрація фасаду синагоги.

## Будівля синагоги
Будівля синагоги зведена у 1850 році за проєктом архітектора Франц Моранді. Синагога являє собою двоповерховий будинок, фасад і внутрішнє оздоблення якого витримані у флорентійсько-романському стилі.

## Сучасний статус
Сьогодні тут відбуваються щоденні та святкові молитви, збираються декілька сотень прихожан. На великі свята сюди прибувають не тільки одесити, але віряни із Білгорода-Дністровського, Ізмаїла, Чорноморська та інших міст України.
У будівлі розміщена приймальня Головного рабина Одеси та Одеської області, Шломо Бакшта, а також приймальня правління Одеської Юдейської Релігійної громади (голова — рабин Борух Марлатко, фінансовий директор та меценат — рабин Рафаель Крускаль), діє Одеський Єврейський університет, мережа освітніх програм, зокрема, школи, хедери, програма парного навчання традиціям «Хеврута». Головою (габаем) ОІРО з 2012 року е р. Борух Марлатко — випускник та вихованець Одеської єврейської громади, виконавчим та фінансовим директор (CEO) — Рафаель Крускаль, випускник єшиви «Зіхрон Моше» (відділення фінансів) та славетної єшиви «Тіферет Яаков», також відомої як «Єшива Гейтсхед».

## Галерея

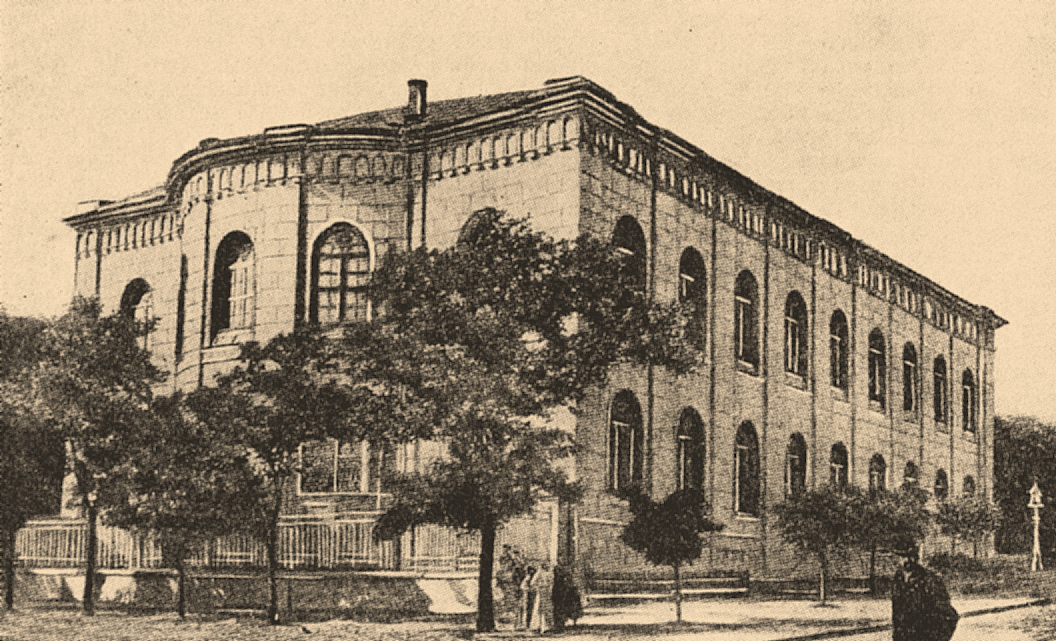
Старе зображення синагоги
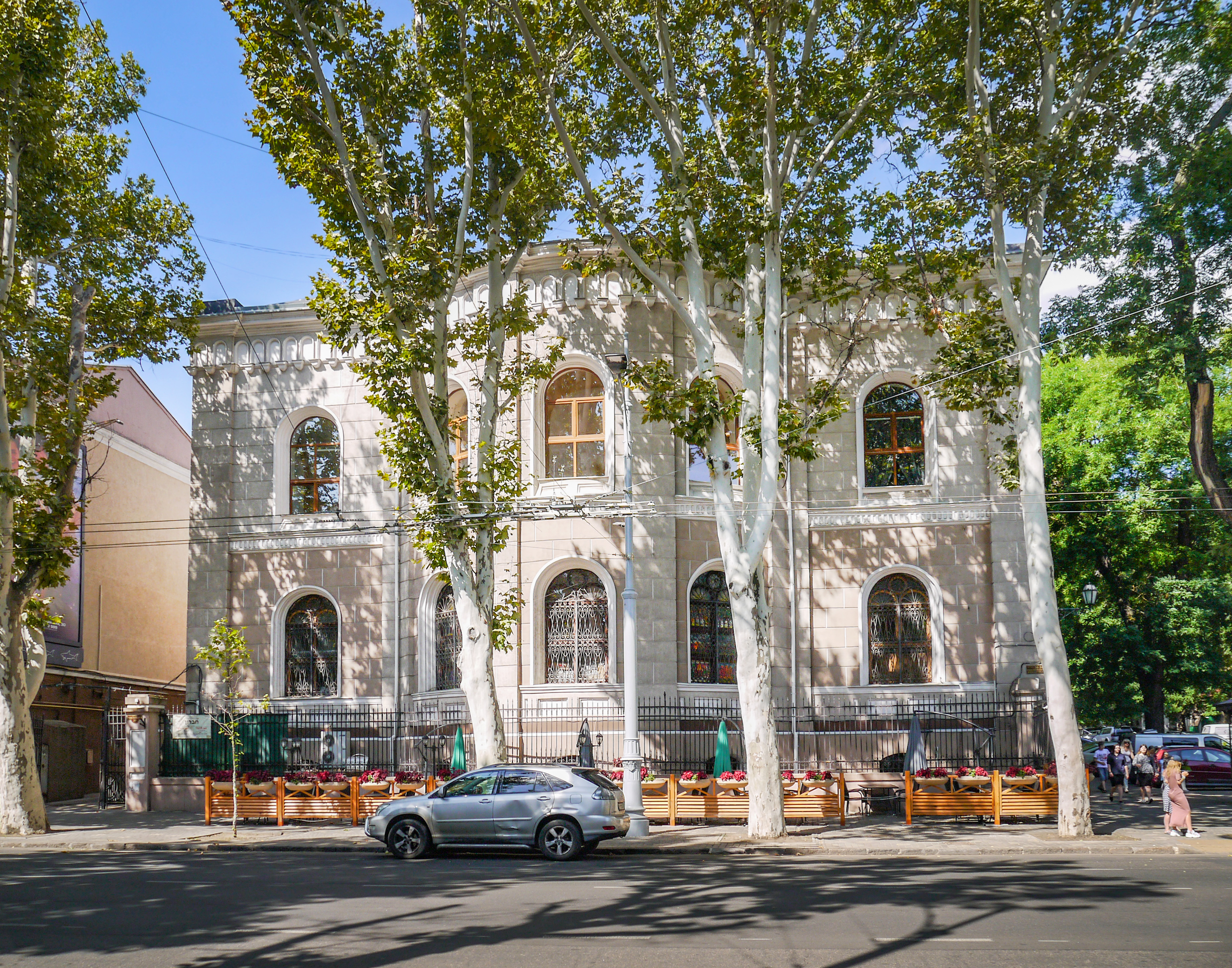
Фасад з боку Рішельєвської
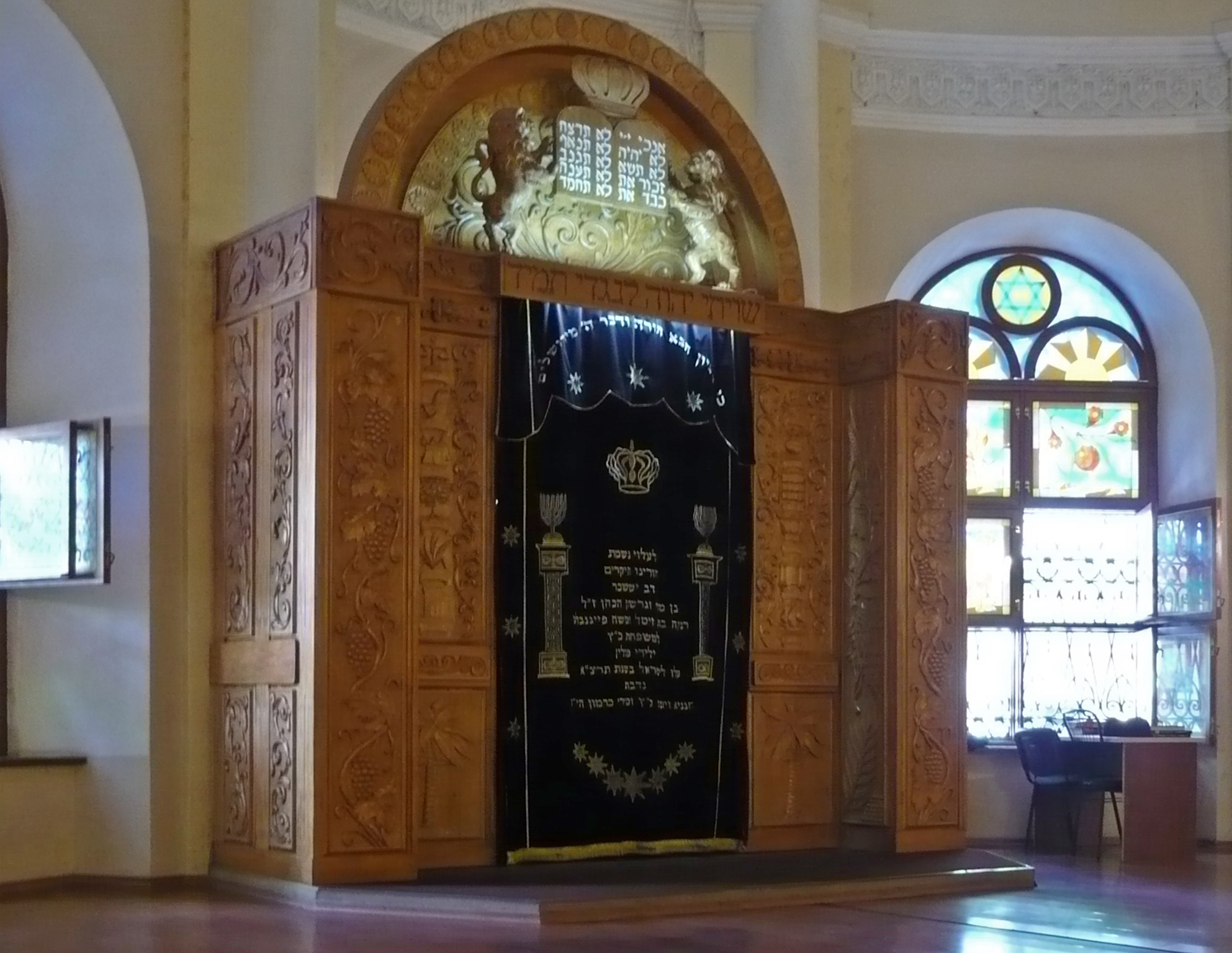
Арон Га-кодеш
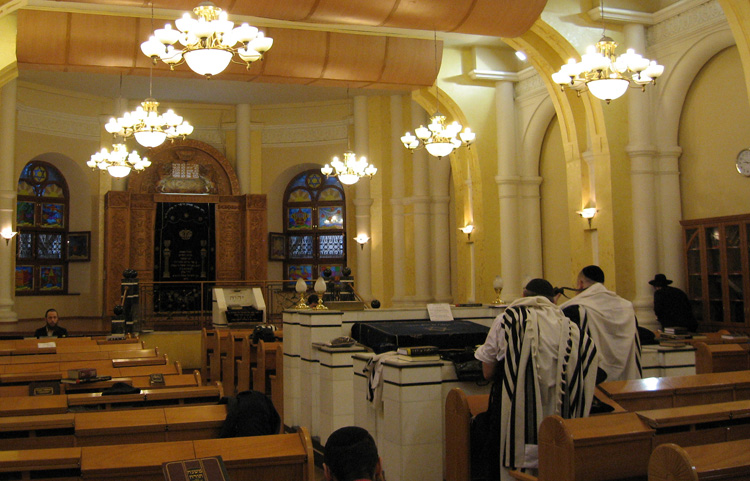
Молитва у синагозі
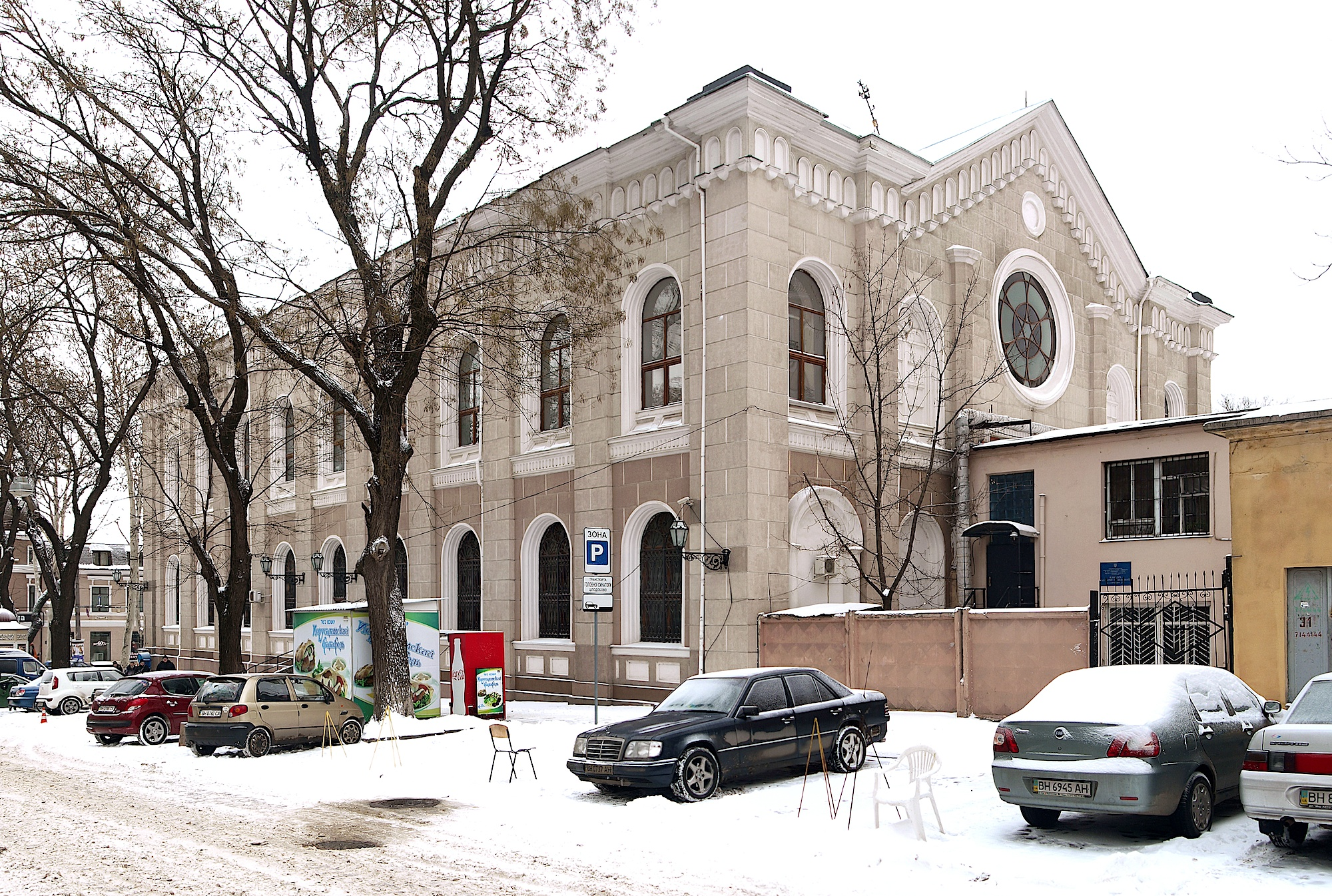
Фасад з боку Єврейської